# Acta Pharmacologica Sinica
Acta Pharmacologica Sinica, abgekürzt Acta Pharmacol. Sin., ist eine wissenschaftliche Fachzeitschrift, die vom Acta Pharmacologica Sinica-Verlag  in Zusammenarbeit mit der Nature Publishing Group veröffentlicht wird. Die Zeitschrift wurde 1980 gegründet und ist ein offizielles Publikationsorgan der Chinesischen Pharmakologischen Gesellschaft. Es werden Arbeiten veröffentlicht, die sich mit der Pharmakologie und verwandten Wissenschaften beschäftigen.
Der Impact Factor lag im Jahr 2020 bei 6.150. Nach der Statistik des Web of Science wird das Journal mit diesem Impact Factor in der Kategorie multidiziplinäre  Chemie an 45. Stelle von 178 Zeitschriften und in der Kategorie Pharmakologie und Pharmazie an 31. Stelle von 276 Zeitschriften geführt.